# Crash Bandicoot 4: It's About Time
Crash Bandicoot 4: It's About Time est un jeu vidéo de plates-formes développé par le studio Toys for Bob et édité par Activision, sorti sur PlayStation 4 et Xbox One le 2 octobre 2020, puis le 12 mars 2021 sur PlayStation 5, Xbox Series et Nintendo Switch. Une version PC est également sortie le 26 mars 2021. Ce jeu fait partie de la série Crash Bandicoot. Il s'agit de la suite du troisième jeu, sorti en 1998, et permet d'expliquer pourquoi et comment le docteur Neo Cortex, le docteur Nefarious Tropy et Uka Uka sont présents dans le jeu Crash Bandicoot : la Vengeance de Cortex, sorti presque deux décennies plus tôt, et se situe d'ailleurs avant ce dernier, faisant de lui à la fois une préquelle et une interquelle.

## Synopsis
Après qu'ils se sont libérés de leur prison temporelle dans laquelle ils étaient retenus à la fin de Crash Bandicoot 3: Warped, le Docteur Neo Cortex, le Docteur Nefarious Tropy et Uka Uka décident de semer la pagaille dans différentes dimensions. Crash, Coco et Aku Aku s'allient donc aux Masques Quantiques, afin de les arrêter.

## Personnages
Jouable :
- Crash Bandicoot
- Coco Bandicoot
- Tawna (autre dimension)
- Docteur Neo Cortex
- Dingodile
- Faux Crash (mode multijoueur)
- Fausse Coco (mode multijoueur)

Ennemis :
- Dr. Nitrus Brio
- Dr. N.Gin
- Dr. Nefarious Tropy
- Dr. Nefarious Tropy fille
- Uka Uka
- Louise

Alliés :
- Aku Aku
- Les Masques du Quantum
- Polar
- Shnurgle

## Système de jeu
Le jeu dispose d'un mode histoire. Le joueur peut y incarner cinq personnages différents (Crash, Coco, Tawna, Dingodile et Cortex). Chaque personnages disposent de leurs propres arcs narratifs, bien qu'ils pourront se croiser à divers moments. 
Dans certains niveaux, il est possible de récupérer des Cassettes Flashbacks, qui permettent de débloquer de nouveaux niveaux appelé "Niveau Flashback", qui se passent avant le premier jeu Crash Bandicoot et montre les divers entraînements de Crash et Coco juste après leur création par le Dr Cortex. 
Le mode "N. Verted" permet de rejouer les niveaux de l'histoire principale, mais en mode inverse. De plus, en fonction des niveaux, ce mode aura différent effets (lumière plus sombre, peinture, cartoon, bande dessinée, etc.)
Il y a également un mode multijoueur, où jusqu'à 4 joueurs peuvent s'affronter, dans deux mini-jeux : 
- La course contre la montre, où chaque joueur doit finir le niveau le plus rapidement possible ;
- La chasse aux caisses, où les joueurs doivent briser le plus de caisses possible.

## Développement
Le jeu a été officiellement dévoilé pour la première fois le 18 juin 2020. Plusieurs journalistes ont reçu des puzzles qui ont révélé un nouveau masque. Le lendemain, l'agence de notation des jeux numériques de Taïwan a déposé une note pour le jeu, révélant son titre, une illustration de la boîte, un bref résumé de l'intrigue et le développeur du jeu, Toys for Bob. Le jeu a été officiellement annoncé lors du Summer Games Fest 2020, le 22 juin 2020.

## Doublage

### Voix anglaises
- Corey Burton : Dr. N Gin, Nitros Oxide
- Eden Riegel : Coco Bandicoot
- Fred Tatasciore : Dingodile, Ika Ika
- Greg Eagles : Aku Aku
- Lex Lang : Dr. Neo Cortex
- Richard Steven Horvitz : Lani-Loli
- Scott Whyte : Crash Bandicoot
- Ursula Taherian : Tawna Bandicoot
- John Paul Karliak : Dr. Nefarious Tropy
- Roger Craig Smith : Dr. Nitrus Brio
- Sarah Tancer : Dr. Nefarious Tropy fille

### Voix françaises
- Stéphane Ronchewski : Dr. Nefarious Tropy
- Martial Le Minoux : Dr. Neo Cortex
- Sylvain Lemarié : Aku Aku, Uka Uka
- Antoine Schoumsky : Lani-Loli
- Paul Borne : Akano
- Benoît Allemane : Ika-Ika
- Brigitte Guedj: Coco Bandicoot
- Delphine Braillon : Tawna
- David Krüger : Dingodile
- Jérémy Prévost : Nitros Oxide
- Pierre-Alain de Garrigues : Dr. Nitrus Brio
- ? : N.Gin